# Astracantha ptilocephala
Astracantha ptilocephala är en ärtväxtart som först beskrevs av John Gilbert Baker, och fick sitt nu gällande namn av Dieter Podlech. Astracantha ptilocephala ingår i släktet Astracantha och familjen ärtväxter. Inga underarter finns listade i Catalogue of Life.